# Фестивал Момин круг
Фестивал „Момин круг“ је својеврстан омаж или перформанс стваралаштву Моме Капора који организује Задужбина „Момчило Момо Капор“, у Београду на Ади Циганлији која је више од пола века представља непресушан извор инспирације за Мому Капора као писца и сликара.

## Живот и дело Моме Капора
Момчило Момо Капор (1937 — 2010) био је српски сликар, књижевник и новинар, који је још за живота постану легенде, и најбољи писац међу сликарима и најбољи сликар међу писцима. За собом је оставио велики број насликаних слика и нацртаних цртежа, преко 40 написаних романа, кратких прича и аутобиографских књига и есеја. Дела су му превођена су на француски, руски, немачки, пољски, чешки, бугарски, мађарски, словеначки и шведски језик.
Дипломирао је сликарство на београдској Академији ликовних уметности, али је био мултимедијални уметник и писац. Сликарску сцену Југославије и Србије освојио је својим најпознатијим ликовним делима, а књижевну књигама и есејима међу којима је свакако значајна култна књига „Белешке једне Ане“ (1978), којом је Момо Капор стекао велику популарност и симпатије код публике.
Поред великог броја наслова, романа и збирки прича, Капор је творац и великог броја документарних филмова и телевизијских емисија. По његовим сценаријима снимљено је неколико дугометражних филмова од којих су најпознатији: „Бадеми с ону страну смрти“, „Банкет“, „Валтер брани Сарајево“, „Џоли џокеј“ и „Крај викенда“.
Поред великог књижевног успеха, Капорови романи „Уна“ (1981) и „Књига жалби“ (1984) доживели су и своју екранизацију. Последња пишчева књига „Како постати писац“ објављена је 2010. године у издању Српске књижевне задруге.
Момо Капор је био члан Сената Републике Српске, као и члан Академије наука и умјетности Републике Српске. Последњих година живота био је редовни колумниста франкфуртских Вести. Сахрањен је у Алеји великана у Београду.

## О Фестивалу
Момин круг је покушај да се направи „микрофестивал или догађај – перформанс с великим дометима“, који ће пробати да мапира Аду и Београд као још један креативни и уметнички потенцијал Србије и овог региона Балканског полуострва.
У плану је да овај културни догађај, који је у тесној вези с уметничким стваралаштвом Моме Капора постане вишедневан и традиционалан, да се изводи сваке кодине, и да мотивише младе уметнике и шири Момин и београдски дух.
фестивалске манифестације замишљене су тако; да прате видљиве и невидљиве трагове које је Капор остављао пишући и проводећи време на многим адресама, остављајући, за својим животом и делима, причу колико о себи, толико и о духу Београда. Тако ће поред Аде Циганлије, која представља кључну тачку ове манифестације, као Капорове незаобилазне инспирације, то бити и Неимар - крај у у коме је Момо одрастао и где је провео последње године живота, Југословенска кинотека у Косовској улици која такође је имала значајно место у његовом животу и утицај на његов уметнички рад, и на другим местима у Београду.

## Преглед одржаних Фестивала.[4]
| Година | Програм - манифестације |
| ------ | --- |
| 2015.  | - Откривена спомен плоће називом улице Моме Капора, делу Мачванске улица, од Тамнавске до Боре Станковића. - Манифестација „Глуварење са Капором”, која је имала за циљ да укаже на „жиле куцавице Београда”", онако како их је Капор осећао и описао у својим делима. - Изложба слика и цртежа Моме Капора који су инспирисани Београдом. |
| 2014.  | - Промоција књиге Моме Капора „Сентиментални пртљаг моме Капора”. - Филмска предства: „Њујорк, град по мери човека”, према сценарију Моме Капора. - Кабаре: „Хало Београд”, настао по текстовима Моме Капора. - Концерт Сергеја Трифуновића и састава „Ужичка република”. |
| 2013.  | - Причаоница за децу оштећеног слуха. - Перформанс „Ади - дереглија на Сави”. - Постављање Спомен-плоче на Капоровој кући у Неимару - Промоција новог београдског туристичког водича - „Глуварење са Капором” Мирјане Бобић Мојсиловић. - Позоришна представа, позоришта „Мадленианум” из Земуна, „Чекај ме на небу љубави моја”. - Концерт састава „Бајага и инструктори”. |
| 2012.  | - Пројекција докуметарног филма у продукцији Задужбине „Момчило Момо Капор”– „Момо унцут”, аутора Ђорђа Марковића - Пројекција филма „Уна” рађеног по чувеном Капоровом роману, - Реприза филма „Њујорк, град по мери човека”. - Гостовање ужичког позоришта са представом „Крај викенда” по тексту Моме Капора, - Ликовна колонија за децу у сарадњи са студијом „Мали Монмартр”, - Изложбе цртежа и посвета Моме Капора, - Изложба постера филмова насталих по Капоровим сценаријима - Музички програм - „Пројекат архаи”, који изводи традиционалне српске песме у три гласа и Арсен Дедић, у пратњи Матије Дедића, познатог џез музичара. |
| 2011.  | - Концерт састава „Невски”. - Клуб "Лако" извести Представа "„Бене” по тексту драматурга Беке Савић, према мотивима бајке „Сања” Моме Капора, у извођењу Клуба „Лако” - Промоција аутор књиге „Легенд Капор” - Дегустација вина. - Кабаре: „Хало Београд”, настао по текстовима Моме Капора у извођењу Раде Ђуричин, Владе Ракочевића и Владана Цвејића. - Концерт триа „Мишко плави”. |